# Дурлабхараджа III
Дурлабхараджа III (гінді दुर्लभराज तृतीय; д/н — 1070) — 8-й магараджахіраджа Сакамбхарі у 1065—1070 роках. Відомий також як Душала (Дусала).

## Життєпис
Походив з династії Чаухан. Старший син Чамундараджи. Посів трон 1065 року. Невдовзі вступив у короткочасний конфлікт з Карнадевою Соланка, магараджахіраджей Гуджари. На думку дослідників це скоріше був грабіжницький набіг, що не мав значних наслідків.
Основну увагу приділяв обороні західних володінь від Газневідів. У 1068—1070 роках спільно з Сесодіями з Нагора і Ананґпалою II Томар, магараджахіраджею Гаріяни, виступив проти газневідського полководця Махмуда, сина султана Ібрагіма I, що посилив напади. 1070 року в одній із битв (можливо біля Дхіллікапура) коаліція раджпутів зазнала поразки, а Дурлабхараджа III загинув. Йому спадкував брат Віґрахараджа III.